# Suore agostiniane recollette
Le suore agostiniane recollette (in inglese Augustinian Recollect Sisters) sono un istituto religioso femminile di diritto pontificio: le suore di questa congregazione pospongono al loro nome la sigla A.R.

## Storia
Le origini della congregazione, tra le più antiche sorte nelle Filippine, risalgono al 1725, quando due sorelle indigene, Dionicia e Cecilia Rosa Talangpaz, si offrirono come terziarie mantellate agli agostiniani recolletti: i missionari eressero per loro un "beaterio" presso il loro convento di San Sebastiano.
Le consorelle del beaterio, in origine, non pronunciavano voti; iniziarono a farlo solo nel 1907. L'arcivescovo di Manila eresse la comunità di terziarie in congregazione religiosa il 19 agosto 1929; papa Paolo VI concesse all'istituto il decreto di lode il 20 novembre 1970, alla vigilia della partenza per il suo viaggio pastorale nelle Filippine.

## Attività e diffusione
Le religiose si dedicano prevalentemente all'istruzione e all'educazione cristiana della gioventù, ma anche ad altre opere di apostolato.
Oltre che nelle Filippine, sono presenti in Australia, in Spagna e negli Stati Uniti d'America; la sede generalizia è a Manila.
Alla fine del 2008, la congregazione contava 289 religiose in 41 case.